# 고난 대학
고난 대학(일본어: 甲南大学, Konan University)은 일본의 사립 대학이다. 대학 본부는 효고현 고베시 히가시나다 구(東灘區)에 있다.
'고난'(甲南/갑남)은 '롯코산(六甲山/육갑산)의 남쪽'을 의미한다.

## 연혁
고난 대학의 기원은 히라오 하치사부로(平生釟三郞)가 1919년에 설립한 고난 중학교이다. 1923년에 고난 고등학교로, 1951년에 고난 대학으로 승격하였다.
- 1919년 : (구제(舊制)) 고난 중학교 설립.
- 1923년 : (구제) 고난 고등학교 설립(7년제: 중학교를 포함).
개성의 존중을 교육이념으로 하였다.
- 1947년 : 신제(新制) 고난 중학교 개교.
- 1948년 : 신제 고난 고등학교 개교.
- 1950년 : (구제) 고난 고등학교 폐교.
- 1951년 : 고난 대학 개설 (학부: 문리학부).
- 1952년 : 경제학부를 설치.
- 1957년 : 문리학부를 분리: 문학부, 이학부.
- 1960년 : 법학부, 경영학부를 설치.
- 1965년 : 대학원 석사과정을 설치.
- 1971년 : 대학원 박사과정을 설치.
- 1995년 : 한신·아와지 대지진으로 인해 피재.
- 2001년 : 이학부를 이공학부로 개명.
- 2008년 : 지능정보학부를 설치.

## 캠퍼스
- 효고현 고베시 히가시나다 구(東灘區) 오카모토(岡本) 8-9-1.

## 조직

### 학부
- 문학부
- 법학부
- 경제학부
- 경영학부
- EBA (Economics & Business Administration) 종합 코스
- 이공학부
- 지능정보학부

### 대학원
- 인문과학 연구과
- 자연과학 연구과
- 사회과학 연구과
- 법과대학원
- 회계대학원

### 부속기관
- 도서관
- 종합 연구소
- EBA 고등교육 연구소
- 인간과학 연구소
- 첨단 생명공학 연구소
- 비즈니스 혁신(Business Innovation) 연구소
- 기업 법무 연구소
- 프런티어 연구추진 기구(機構)
- 국제 언어문화 센터
- 국제 교류 센터